# Gyllenskogssångare
Gyllenskogssångare (Protonotaria citrea) är en fågel i familjen skogssångare inom ordningen tättingar. IUCN kategoriserar arten globalt som livskraftig.

## Utseende och läte
Gyllenskogssångare är i snitt 13 centimeter lång och väger 12,5 gram. Den har olivfärgad rygg med blågrå vingar och stjärt, gul undersida, vit undergump, en relativt lång och spetsig näbb och mörkgrå ben. Den adulta hanen har svart näbb och kraftfullt orangegult huvud medan honor och juveniler har något mindre kraftfullt färgad fjäderdräkt och gult huvud. Juvenilen har också ljusrosa undre näbbhalva. Att skilja könen åt i fält kan vara svårt. I flykten kan man se hur den korta breda stjärten underifrån är vit med svart spets.
Dess fågelsång är ett enkelt, högt, ringande sweet-sweet-sweet-sweet-sweet. Locklätet är ett högt, torrt chip, och överflygninglätet ett högt seeep.

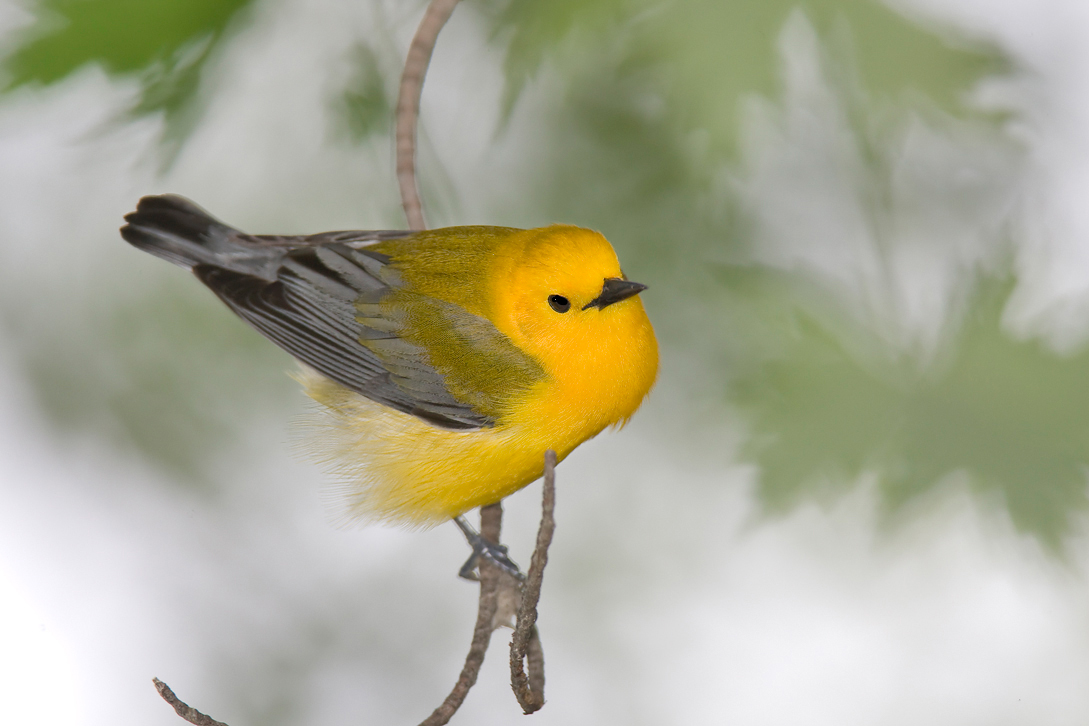
Adult hane
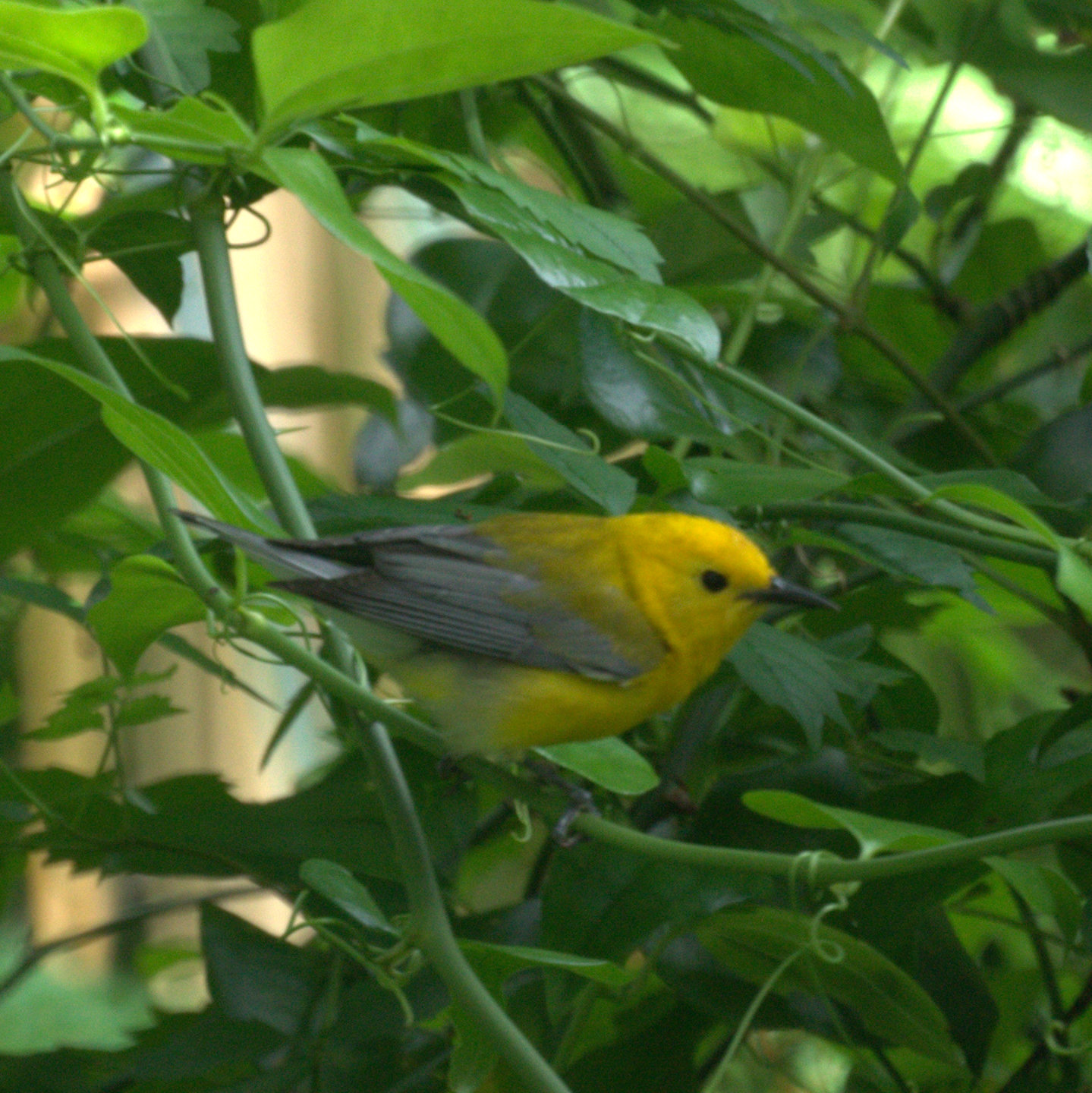
Förmodligen hona. Notera den lite olivgröna tonen på huvudet.
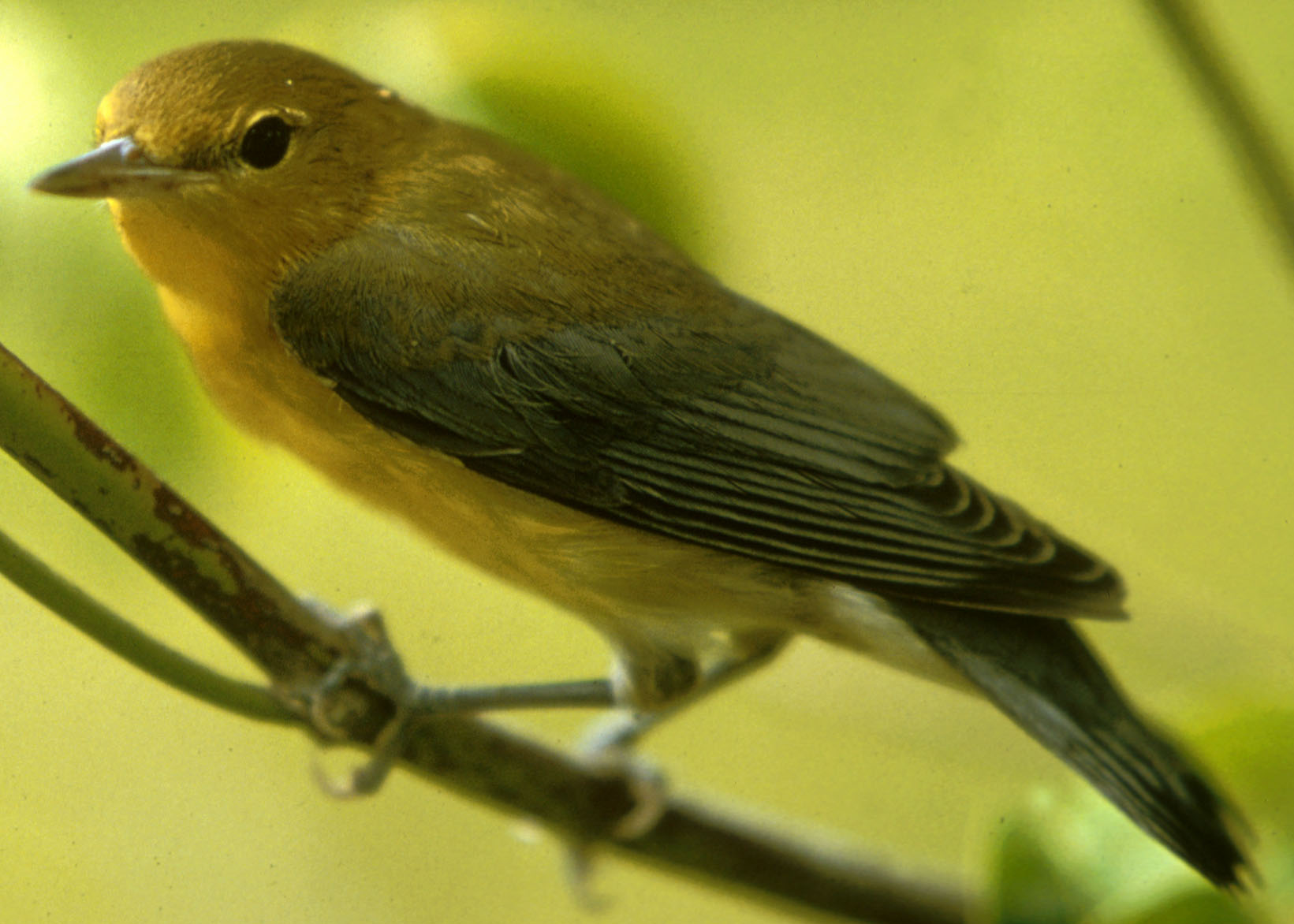
Juvenil. Notera den ljusa näbben.

## Ekologi
Både under häckningen och övervintringen lever gyllenskogssångaren i områden med tät lövskog och närhet till vatten, som träsk, mangrove eller vid bäckar och annat rinnande vatten. Arten är den enda östliga skogssångare som placeras sitt bo i trädhålor och ibland använder den gamla hålor hackade av dunspett. Hanen bygger ofta ett flertal ofärdiga reden i sitt revir som inte används medan honan bygger det faktiska redet som sedan används. honan lägger tre till sju ägg. För födosöket föredrar den tätbevuxna skogsområden med strömmande vatten där den söker aktivt efter främst insekter och sniglar i de lägre delarna av bladverken.

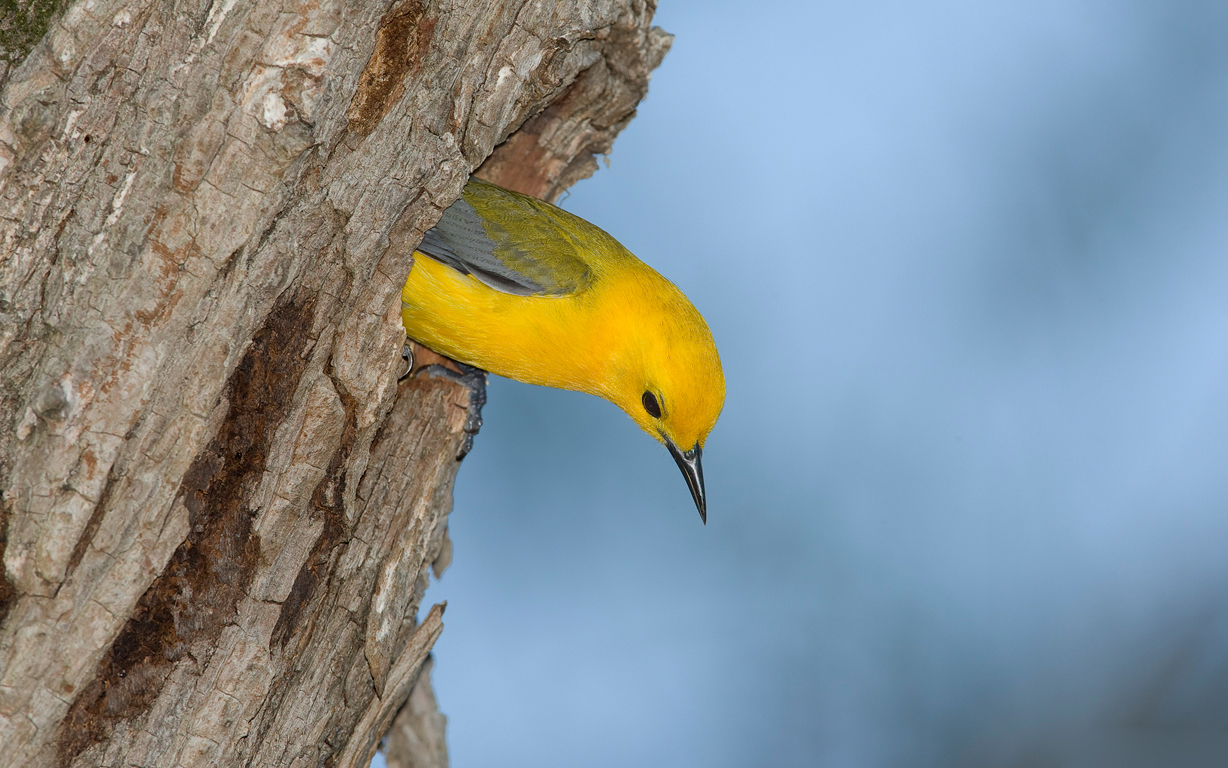
Arten är den enda östliga skogssångare som häckar i trädhålor.
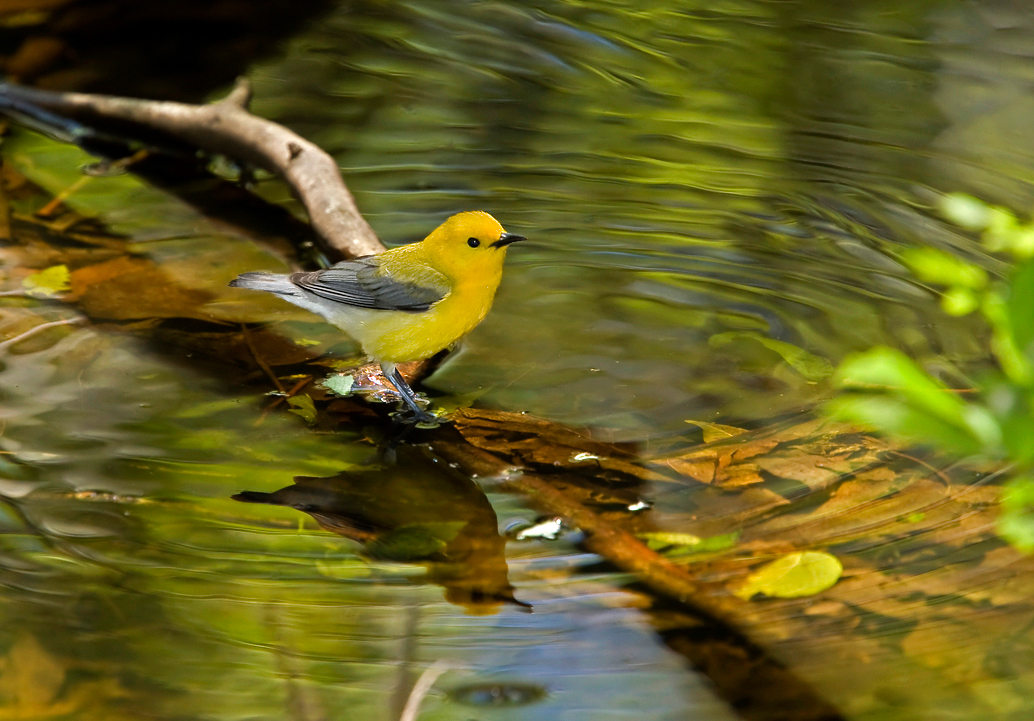
Gyllenskogssångare befinner sig oftast i närheten av vatten.

## Utbredning och systematik
Gyllenskogssångaren häckar i östra USA och övervintrar från sydöstra Mexiko till västra Ecuador och Små Antillerna. Den placeras som enda art i släktet Protonotaria och ingår i en grupp med svartvit skogssångare, spetsnäbbad skogssångare samt släktena Parkesia och Vermivora.

Häckningsområde
Vinterkvarter

### Gyllenskogssångare i Europa
Vid endast två tillfällen har arten påträffats i Europa, båda gånger på ön Corvo i Azorerna i oktober, först 4–7/10 2019 och därefter två år senare 12–14/10 2021. 

## Status och hot
Arten har ett stort utbredningsområde och en stor population, men tros minska i antal, dock inte tillräckligt kraftigt för att den ska betraktas som hotad. IUCN kategoriserar därför arten som livskraftig (LC). Beståndet uppskattas till 2,1 miljoner vuxna individer.

## Namn
Fågeln har på svenska även kallats gyllenhättad skogssångare.